# Carcinidae
Carcinidae – rodzina skorupiaków z rzędu dziesięcionogów i infrarzędu krabów.

## Charakterystyka
Kraby te mają nieco szerszy niż dłuższy lub tak szeroki jak długi, prawie sześciokątny lub gruszkowaty karapaks z trójpłatkową krawędzią frontalną, zredukowanymi szczelinami na krawędziach nadocznych, pięciozębnymi krawędziami przednio-bocznymi i wypukłą krawędzią tylną, słabo rozróżnialną od tylno-bocznych. Na powierzchni karapaksu często znajdują się słabo zaznaczone, ziarenkowane listewki. Czułki pierwszej pary mają nieruchomy i wąski człon nasadowy. Pierwsza para szczękonóży ma endopodity zwykle pozbawione pośrodkowego płata. 
Szczypce lewy i prawy różnią się rozmiarami i układem zębów, a odnóża na których są osadzone są krósze od przynajmniej jednej z par odnóży krocznych. Ich propodity cechują się obecnością małego kolca w dystalnej części górnej powierzchni. Ostatnia para nóg krocznych jest zmodyfikowana i ułożona jest nadgrzbietowo. Szwy pomiędzy sternitami 4 i 5, 5 i 6, 6 i 7 są przerywane. Samca cechuje zlanie się segmentów odwłoka od 3 do 5, pozbawiona kolców przedwierzchołkowych pierwsza para gonopodów i znacznie od niej krótsza para druga.

## Systematyka
Systematyka rodziny wygląda następująco:
- podrodzina: Carcininae MacLeay, 1838
  - Carcinus Leach, 1814
- podrodzina: Platyonichinae Dana, 1851
  - Portumnus Leach, 1814
  - Xaiva MacLeay, 1838
- podrodzina: ?
  - †Cicarnus Karasawa et Fudouji, 2000
  - †Miopipus Müller, 1984